# Vladimír Kafka
Vladimír Kafka (6. června 1931, Praha – 19. října 1970, tamtéž) byl český nakladatelský redaktor, germanista a překladatel z němčiny a okrajově z francouzštiny.

## Život
Narodil se v Praze v rodině státního úředníka Vladimíra Kafky. Po maturitě na gymnáziu vystudoval v letech 1950–1956 češtinu a němčinu na Filozofické fakultě Univerzity Karlovy v Praze, kde absolvoval diplomovou prací F. X. Šalda a německá literatura.
Od roku 1956 až do své smrti pracoval v nakladatelství Mladá fronta, nejprve jako korektor a od roku 1957 jako odpovědný redaktor pro německou a francouzskou literaturu. Napsal řadu studií o německé literatuře, především o německém literárním expresionismu (Gottfried Benn nebo Georg Trakl) a je autorem mnoha předmluv a doslovů k vydání děl německých spisovatelů. Ve své překladatelské činnosti se zaměřoval na Franze Kafku a na soudobou německou literaturu (Heinrich Böll a Günter Grass). Okrajově překládal také z francouzštiny. Přispíval také do revue Světová literatura, do Časopisu pro moderni filologii a do měsíčníku Nový život. V letech 1968–1969 byl členem redakční rady časopisu Tvář.
Jeho syn Štěpán (*1962) je prozaikem, básníkem a nakladatelem a mladší syn Tomáš (*1965) básníkem, historikem a diplomatem.

## Dílo

### Vlastní práce
- Thomas Mann: Posmrtná bibliografie spisovatelova díla, Výzkumumný osvětový ústav, Praha 1956.
- Heinrich Heine: Výběrová bibliografie, Ústřední vědecko-metodický kabinet knihovnictví Národní knihovny, Praha 1957.
- Thomas Mann: život a dílo, Státní knihovna ČSR, Praha 1959.
- Studie a úvahy o německé literatuře, Kra, Praha 1995, uspořádal Petr Turek.

### Překlady
- Erich Auerbach: Mimesis (1968), společně s Miloslavem Žilinou a Rio Preisnerem.
- Heinrich Böll: Biliár o půl desáté (1962).
- Heinrich Böll: Klaunovy názory (1966).
- Max Brod: Franz Kafka: Životopis (1966), společně s Josefem Čermákem.
- Franz Kafka: Zámek (1964).
- Franz Kafka: Povídky (1964).
- Franz Kafka: Popis jednoho zápasu (1968).
- Framz Kafka: Povídky I. – Proměna a jiné texty vydané za života (1999).
- Günter Grass: Plechový bubínek (1969).
- Richard Mattias Müller: Sokratovské dialogy (1968).
- Klaus-Wagenbach: Franz Kafka (1967), společně s Josefem Čermákem.